# Kobstädt und Malsleben

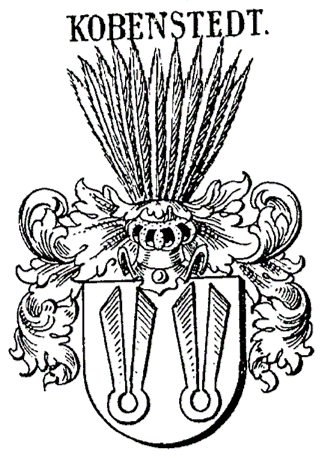
Wappen derer von Kobstädt (Kobenstedt) in Siebmachers Wappenbuch

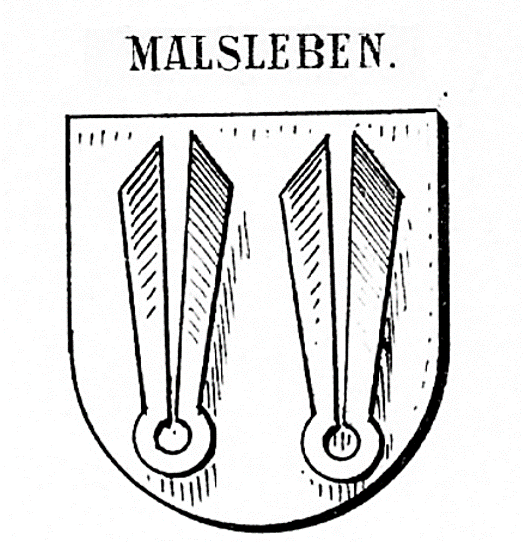
Wappen derer von Malsleben in Siebmachers Wappenbuch

Kobstädt und Malsleben sind Thüringer Adelsgeschlechter eines Stammes. Der Herkunftsort der Geschwisterfamilien der „Scherensippe“ ist die Eckartsburg, die Stammburg der landgräflichen Marschalle.

## Geschichte
Auf der Burg Kobstädt saß bis etwa 1180 eine Linie der edelfreien Herren von Scharfenberg, Vettern der Grafen von Wartberg. Danach kam diese durch die Heirat der Erbtochter mit Kunemund dem Großen von Eckartsberga in Besitz von dessen Nachkommen, der Herren von Kobstädt und von Malsleben.
Die zwei Söhne Kunemund des Großen, Walter auf Kobstädt (urkundlich 1199) und Kunemund auf Malsleben (urkundlich 1205), waren die Stammväter der zwei Linien. Ob sich das von „Cobinstete“ 15 km nördlich gelegene „Malsleibin“ (heute Molschleben) früher auch im Besitz derer von Scharfenberg oder eines anderen Geschlechtes oder gar der Eckartsbergaer Familie befand, kann nach den bisher aufgefundenen Urkunden nicht beantwortet werden. Der Historiker Funkhänel meint, in dem mit Jahre 1111 datierten Ortsnamen „Magoldesleibin“ (= Bleibe des Magold) die althochdeutsche Form von Malsleben entdeckt zu haben, der auch auf den Namen des Ortgründers, Magold, hinweist. Dessen vermeintlicher Nachkommen, Bardo von Magoldisleiben, ist 1143 beurkundet.
Anfangs führten beide Brüder den Namen „von Kobstädt“ (de Cobinstete), nur nach dem Tode ihres Vaters nannte sich Kunemund „von Malsleben“. Nach der Erbteilung entstand eine merkwürdige Situation: Die Walter-Linie, die den Namen „von Kobstädt“ weiterführte, erbte nicht Kobstädt, sondern den Eckartsbergaer Erbanteil seines Vaters. Das mütterliche Erbgut Burg Kobstädt besaßen die von Malsleben, aber nur bis 1333, denn sie mussten aus finanziellen Gründen die im Grafenkrieg geschleifte Burg mit dem niedergebrannten Dorf verkaufen. Mauerreste der Burg neben der Kirche sind auch heute noch vorhanden.
In der Ahnenreihe der Herren von Kobstädt fehlen die Namen mindestens zweier Söhne des Walter, und zwar von dem ersten, der den Stamm in der Erfurter-Gothaischen Gegend weiterführte, und von dem zweiten, der zu seinen Verwandten auf der Burg Scharfenberg bei Ruhla zog. Um 1240 starben auch die dortigen Scharfenbergs aus, die die Burg ihrem Neffen von Kobstädt vermachten. Die Reihe der dortigen Burgherren ist seit 1118 urkundlich bestätigt, fast jeder mit dem Leitnamen Hartung, ein Name, den auch die von Malsleben oft benutzten. Dieser Ritter von Kobstädt auf der Burg Scharfenberg dürfte mit dem Besitz auch ein größeres Vermögen geerbt haben, denn er begann 1248 die Burg auszubauen und so zu verstärken, dass diese 1260 von den hessischen Truppen erfolglos belagert wurde.
Walters vier Enkelsöhne, alle Ritter, besaßen noch viele Dörfer zwischen Gotha und Erfurt (Apfelstedt, Bindersleben, Dietmarsdorf, Frienstedt, Ingersleben, Mühlberg, Sottenstedt, Sulzbrück und Volsdorf), die aber von den folgenden Generationen stückweise verkauft wurden, so dass die Letzten des Geschlechtes, Ritter Ulrich III. und sein Sohn Ulrich IV. in einer Urkunde von 1467 ohne Besitz erwähnt werden. Die letzten drei Generationen sind urkundlich jeweils nur von einer Person vertreten.
Die Stammtafel derer von Malsleben ist reicher belegt. Aber auch sie starben in der Mitte des 16. Jahrhunderts aus, obwohl die letzte (14.) Generation noch durch zwei Herren vertreten war. Diese Linie besaß ebenfalls ansehnliche Güter, außer Kobstädt und Molschleben auch Höfe in Camstädt, Gispersleben, Großrettbach, Hohenkirchen, Siebleben, Tröchtelborn, Ulleben, Wegese, Weißensee sowie Frienstedt mit ihren Vettern von Kobstädt gemeinsam. Außer dem Verkauf der Ländereien Wegese (1305), Hohenkirchen (1306), Weißensee (1316) und des Kobstädter Burggutes (1333 an das Kloster Georgenthal für 240 Mark Silber) sind sonst keine Verminderungen ihres Besitzstandes bekannt. Sie wurden sogar 1438 von Adolf Grafen von Gleichen mit Gispersleben (30 ½ Hufen, „Gericht über Hals und Hand“, Vogtgeldern, Zinsen, Diensten, Jagd- und Fischereirechten usw.) zusätzlich belehnt. Nach dem Tode vom Ultimus des Geschlechtes, Clau s (1558), fiel der ganze Besitz an den Landgrafen und die Grafen von Gleichen zurück. Mit dem gleichenschen Anteil wurde zuerst die Familie Millwitz und nach dem Tode des Wolf von Millwitz dessen Schwiegersöhne Jakob von der Sachsen und Christoph von Reinbothen belehnt.
Nach den Berichten der Urkunden waren die Herren von Malsleben die erfolgreicheren. Sie konnten den größten Teil ihrer Besitzungen behalten. Als landgräfliche Ministeriale, Schöffe, Vögte, Ordensritter und hochrangige Priester spielten sie mehr aktive Rollen in der Ritterschaft, der Politik und der Kirche als ihre Vettern von Kobstädt.

## Persönlichkeiten
- NN von Kobstädt (1248, 1260), lgfl. Ministeriale, Vogt auf der Scharfenburg bei Ruhla.
- Kunemund I. von Malsleben (1251–1253), Schöffe zu Gotha.
- Kunemund II. von Malsleben (1253–1257), landgräfl. Ministeriale.
- Maxiomel von Malsleben (1260, 1266), Deutschordensritter, Comthur zu Altenburg.
- Eberhard I. von Malsleben (1290–1316), landgräfl. Ministeriale, Burgmann zu Gotha.
- Konrad senior von Malsleben, 1323: Rektor und Prokurator der Abtei Reinhardsbrunn.
- Kunemund IV. von Malsleben (1337–1348), Deutschordensritter, Pfleger in Eylon.
- Dietrich III. von Malsleben (1406–1419), Vogt zu Gotha.
- Hans von Malsleben (1452), Ratsmeister in Erfurt.

## Geistliche
- Heinrich II. von Malsleben (1280–1287), Domherr zu Sankt Marien in Erfurt.
- Heinrich III. von Malsleben (1313), Kanonikus in Erfurt.
- Heinrich V. von Malsleben, 1315–1316 Abt der Reichsabtei Hersfeld.

## Wappen
Beide Familien führten das Scherenwappen der nordseegermanischen Scherensippe. Als Helmschmuck derer von Kobstädt war laut Siebmacher der große Federstutz, wie bei den Herren von Scharfenberg. Als Helmschmuck führten die von Malsleben laut „Ortschronik Molschleben“ zwei auf den Helm aufgesteckte Scheren. Das Wappentier der in der Adelsliteratur weitgehend unbekannten Familie „von Magoldesleibin“ war laut dem Erfurter Wappenbuch der Silberreiher.